# Ernst Bollmann
Ernst Jakob Bollmann (* 12. Februar 1899 in Duisburg; † 16. Dezember 1974 in Moers) war ein deutscher Politiker (NSDAP).

## Leben
Nach dem Volksschulabschluss und dem Besuch der Knabenmittelschule absolvierte Bollmann von 1913 bis 1916 eine kaufmännische Lehre. Er arbeitete seit 1917 als kaufmännischer Angestellter, war in den 1920er Jahren als Handelsvertreter tätig und machte sich 1930 selbständig. Von 1918 bis 1919 leistete er seinen Militärdienst beim Niederrheinischen Füsilier-Regiment Nr. 39 ab.
Bollmann betätigte sich zunächst in völkischen Organisationen, ehe er 1925 in die SA sowie zum 11. Januar 1926 in die NSDAP eintrat (Mitgliedsnummer 27.729) und die NSDAP-Ortsgruppe Duisburg mitbegründete. 1928 wurde er Leiter der Ortsgruppe in Moers und 1929 dortiger Stadtverordneter. Seit 1932 war er Kreisleiter der Partei sowie Mitglied des Preußischen Landtages, dem er bis zu dessen Auflösung im Oktober 1933 angehörte. Mit Beginn des Jahres 1933 war Bollmann nunmehr Landrat des Kreises Moers und zwei Jahre später zugleich NSV-Gauamtsleiter im Gau Essen. 1939 wurde er in diesem Gau Gauinspekteur der NSDAP und 1942 folgte seine Delegation nach Oberhausen, wo er das Amt des Oberbürgermeisters übernahm. Sein Nachfolger als Landrat in Moers wurde Karl Bubenzer. Im Gau Essen bekleidete Bollmann weitere Ämter wie Gaubeauftragter der Volksdeutschen Mittelstelle, Gauverbandsleiter des Bundes Deutscher Osten und Oberstführer des Deutschen Roten Kreuzes. 
Unmittelbar nach Ende des Zweiten Weltkrieges wurde Ernst Bollmann interniert. Anschließend arbeitete er wieder als Vertreter.

## Schriften (Auswahl)
- Art. Ländliche Wohlfahrtspflege, in: Handwörterbuch der Wohlfahrtspflege, hg. v. Hermann Althaus und Werner Betcke, 3. völlig neubearbeitete Auflage, Carl Heymanns Verlag: Berlin 1937, Sp. 716–725.